# Campo de Calatrava

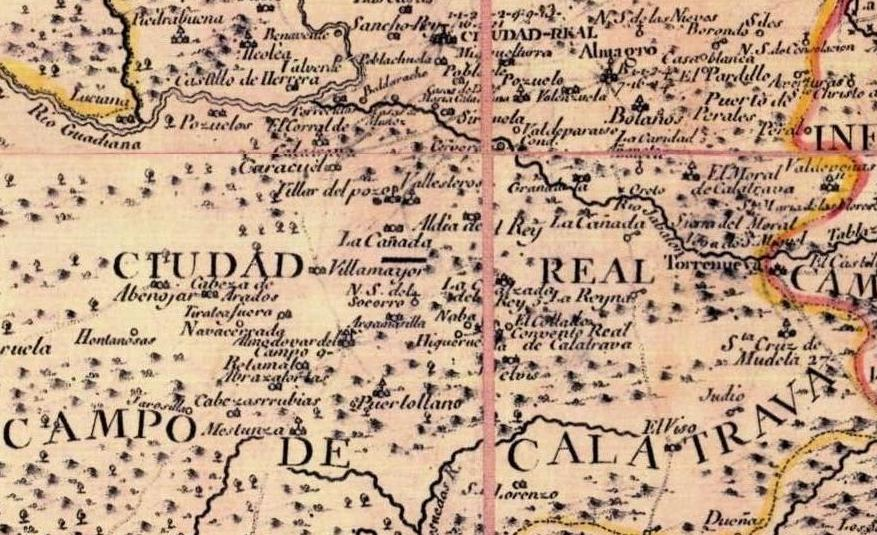
Mapa del Campo de Calatrava històrico (fragment de l'antiga província de La Manxa, per Thomás López Pensionista. Any 1765).

El Campo de Calatrava és una comarca històrica de la província de Ciudad Real, situada a la zona centre-sud d'aquesta. El territori formava part de les possessions de l'Orde de Calatrava i actualment el que en va quedar forma part d'aquesta comarca, ja que alguns pobles, com Valdepeñas o Viso del Marqués van deixar de ser propietat de l'orde.

## Municipis
- Abenójar
- Alcolea de Calatrava
- Aldea del Rey
- Almagro
- Argamasilla de Calatrava
- Ballesteros de Calatrava
- Bolaños de Calatrava
- Cabezarados
- Calzada de Calatrava
- Cañada de Calatrava
- Caracuel de Calatrava
- Carrión de Calatrava

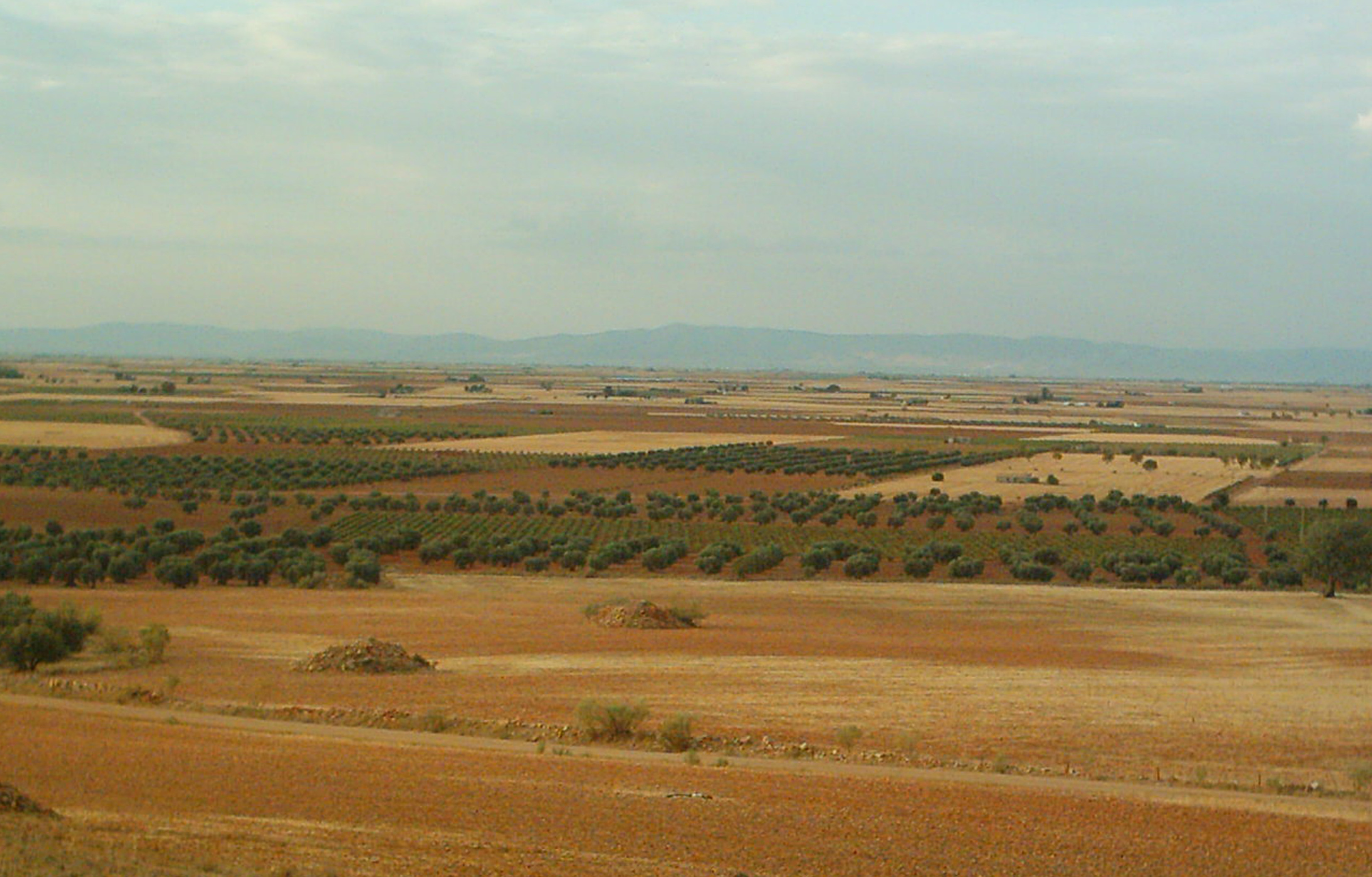
Paisatge del Campo de Calatrava

- Ciudad Real, era l'única ciutat de la zona que depenia del rei, no pas a l'orde de Calatrava.
- Corral de Calatrava
- Daimiel
- Granátula de Calatrava
- Manzanares
- Miguelturra
- Moral de Calatrava
- Piedrabuena
- Poblete
- Pozuelo de Calatrava
- Santa Cruz de Mudela
- Torralba de Calatrava
- Valenzuela de Calatrava
- Villanueva de San Carlos
- Villamayor de Calatrava
- Villarrubia de los Ojos
- Villar del Pozo